# Luis Ávila Sánchez
Luis Carlo Ávila Sánchez (15 de agosto de 2005) es un deportista alemán que compite en saltos de plataforma. Ganó tres medallas en el Campeonato Europeo de Natación, en los años 2024 y 2025.

## Palmarés internacional
| Campeonato Europeo | Campeonato Europeo | Campeonato Europeo | Campeonato Europeo           |
| Año                | Lugar              | Medalla            | Prueba                       |
| ------------------ | ------------------ | ------------------ | ---------------------------- |
| 2024               | Belgrado (Serbia)  | Medalla de bronce  | Equipo mixto                 |
| 2025               | Antalya (Turquía)  | Medalla de oro     | Trampolín 3 m sincro mixto   |
| 2025               | Antalya (Turquía)  | Medalla de bronce  | Plataforma 10 m sincro mixto |